# Sangala antiphates
Sangala antiphates är en fjärilsart som beskrevs av Druce 1885. Sangala antiphates ingår i släktet Sangala och familjen mätare. Inga underarter finns listade.